# Tìm em nơi anh (tiểu thuyết)
Tìm em nơi anh (hay còn được biết với tên Find me) là cuốn tiểu thuyết ra mắt năm 2019 của nhà văn André Aciman. Câu chuyện kể về cuộc đời của các nhân vật Samuel  Perlman, con trai của ông – Elio Perlman, và Oliver vào 20 năm sau. Đây là phần tiếp theo của cuốn tiểu thuyết năm 2007 – Gọi em bằng tên anh.

## Tóm tắt
Tìm em nơi anh được chia làm bốn phần: Tempo, Cadenza, Capriccio và Da Capo. Mỗi phần tập trung vào quan điểm của một nhân vật khác nhau và điều này không được nêu rõ ràng. Các phần có độ dài khác nhau, trong đó Tempo dài nhất gần nửa cuốn sách và Da Capo ngắn nhất.
Tempo
Phần đầu tiên được thuật lại bởi lời của Samuel "Sami" Perlman, cha của Elio Perlman. Mười năm sau các sự kiện của Gọi em bằng tên anh, Sami Perlman gặp một người phụ nữ trẻ tuổi tên là Miranda khi đi tàu đến Rome. Hai người nhanh chóng trở nên thân thiết và bắt đầu một mối quan hệ lãng mạn. Trong khi ở Rome, cặp đôi đến thăm người cha ốm yếu của Miranda, tham dự một buổi thuyết trình công khai do Sami tổ chức và gặp được Elio.
Cadenza
Phần thứ hai được thuật lại bởi lời của Elio. Năm năm sau, Elio làm giáo viên dạy piano ở Paris. Tại một buổi hòa nhạc, anh gặp một người đàn ông lớn tuổi tên là Michel, và họ bắt đầu một mối quan hệ lãng mạn. Họ đến thăm ngôi nhà thời thơ ấu của Michel ở vùng nông thôn nước Pháp, và kết thúc mối quan hệ thân thiện vài tuần sau đó.
Capriccio
Phần thứ ba được thuật lại bởi lời của Oliver. Vài năm sau, Oliver làm giáo sư tại một trường cao đẳng ở New Hampshire. Anh ấy đã lập gia đình và có con, nhưng trong thăm tâm lại nuôi dưỡng nỗi nhớ về khoảng thời gian anh ấy ở bên Elio khi còn là sinh viên đại học. Anh ấy đoàn tụ với Elio ở Ý, và họ kết nối lại một cách lãng mạn. Mặc dù Sami đã chết, anh ấy vẫn có một đứa con với Miranda, tên là Ollie (viết theo tên cuả Oliver).
Da Capo
Phần cuối cùng được thuật lại bởi lời của Elio.  Elio và Oliver lại ở cùng nhau, cùng nuôi dưỡng Ollie Nhỏ, em trai cùng cha khác mẹ của Elio. Phần kết này diễn ra không lâu sau các sự kiện trong Capriccio.

## Quá trình
Vào ngày 6 tháng 12 năm 2017, khi được hỏi về phần tiếp theo được đề xuất cho bộ phim chuyển thể Call Me by Your Name, Aciman đã trả lời rằng: "vấn đề với phần tiếp theo là bạn cần một cốt truyện". Vào ngày 3 tháng 12 năm 2018, Aciman đã thông báo trên tài khoản Twitter của mình ông đang viết phần tiếp theo của Gọi em bằng tên anh. Tiêu đề và ngày phát hành của cuốn tiểu thuyết đã được chính thức xác nhận vào ngày 20 tháng 3 năm 2019.
Trong một cuộc phỏng vấn, Aciman đã phát biểu rằng: "Thế giới của Gọi em bằng tên anh chưa bao giờ rời bỏ tôi. Mặc dù tôi là người tạo ra các nhân vật và là tác giả của cuộc đời họ, nhưng điều tôi không bao giờ ngờ tới là cuối cùng họ lại dạy tôi những điều về sự thân mật và về tình yêu mà tôi không nghĩ là mình biết cho đến khi tôi viết chúng xuống giấy. Bộ phim khiến tôi nhận ra rằng tôi muốn được trở lại với họ và ngắm nhìn họ qua nhiều năm sau đó - đó là lý do tại sao tôi viết Tìm em nơi anh".

## Phát hành
Cuốn tiểu thuyết được xuất bản bởi "Farrar, Straus and Giroux" và phát hành vào ngày 29 tháng 10 năm 2019. Phiên bản sách nói sẽ được trình bày bởi diễn viên Michael Stuhlbarg, người đã đóng vai nhân vật Sami trong bộ phim chuyển thể Call Me by Your Name.
Trước khi phát hành chính thức. Ngày 11 tháng 10 năm 2019, Vanity Fair đã xuất bản một trích đoạn độc quyền từ cuốn tiểu thuyết, cùng với hai bức vẽ được minh họa bởi Jenny Kroik.